# Palabras suaves
Palabras suaves (del inglés: Smooth Talk) es una película de 1985 adaptada del cuento "Where Are You Going, Where Have You Been?" de Joyce Carol Oates, 1966, la cual, a su vez, fue inspirada por los crímenes cometidos por Charles Schmid en Tucson, Arizona ese mismo año. El personaje principal, Connie, es protagonizado por Laura Dern. El antagonista, Arnold Friend, es interpretado por Treat Williams.
La película fue producida por American Playhouse y Goldcrest Films, y originalmente lanzada en una Sala de proyección en 1985. La música original de la película fue compuesta por Russ Kunkel y Bill Payne.

## Sinopsis
Basado en el cuento, "Where Are You Going, Where Have You Been", por Joyce Carol Oates, esta película hace la crónica de una muchacha de 15 años, Connie, y su despertar sexual en los suburbios de California del Norte. Sus experimentaciones comienzan a descontrolarse cuando el misterioso Arnold Friend le toma un interés.

## Reparto
| Actor              | Rol             |
| ------------------ | --------------- |
| Laura Dern         | Connie Wyatt    |
| Treat Williams     | Arnold Friend   |
| Mary Kay Place     | Katherine Wyatt |
| Levon Helm         | Harry Wyatt     |
| Elizabeth Berridge | June Wyatt      |
| William Ragsdale   | Jeff            |